# Geschichte der Juden in Hergershausen

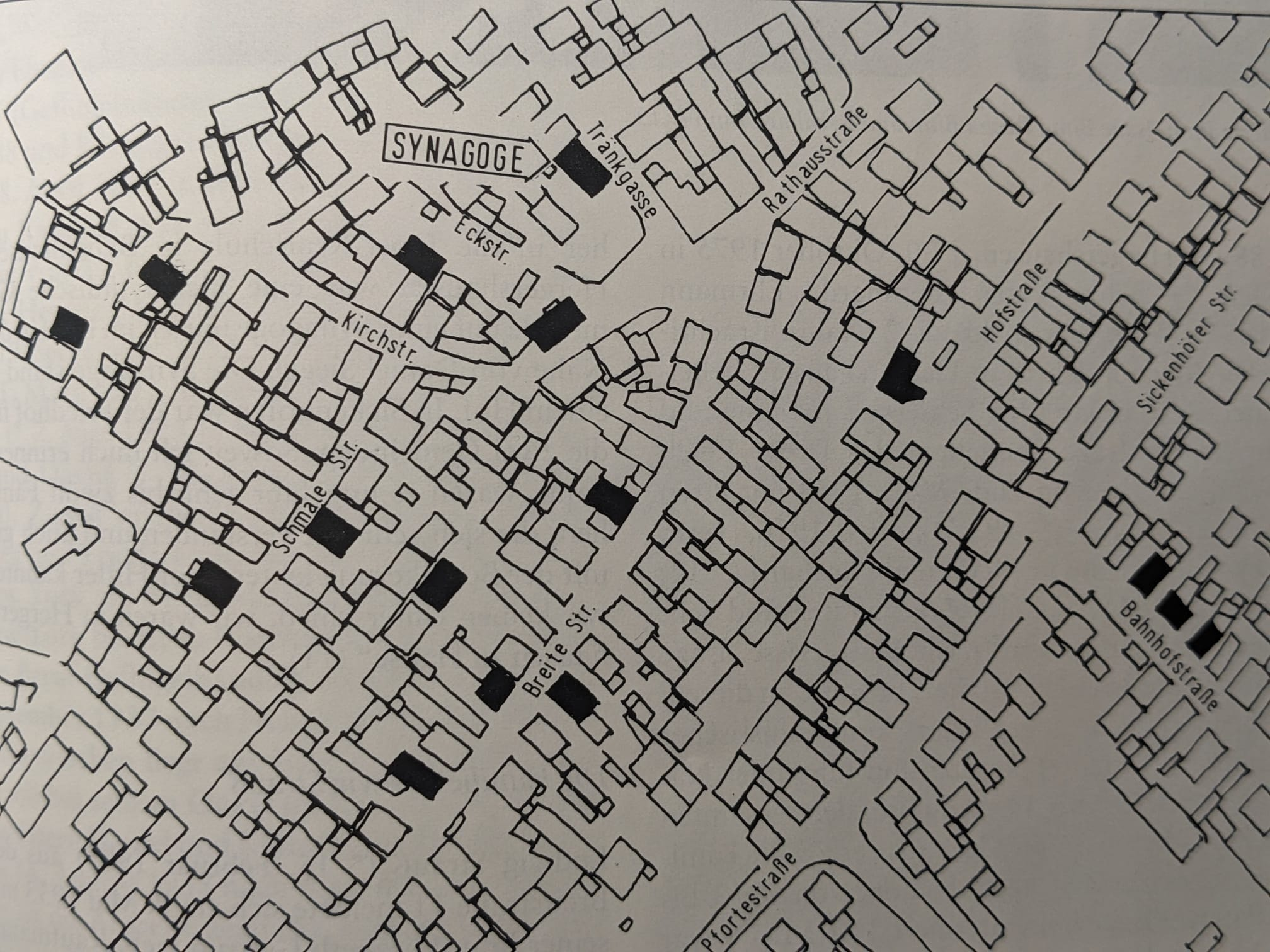
Jüdische Häuser (schwarz) im Ortskern von Hergershausen nach 1932

Die Geschichte der Juden in Hergershausen setzte im späten 16. Jahrhundert ein und dauerte bis zum Holocaust im 20. Jahrhundert an. Juden bildeten über Jahrhunderte hinweg einen festen Bestandteil im Dorfleben von Hergershausen im heutigen Hessen.

## Jüdische Bevölkerungsentwicklung vom 16. Jahrhundert bis zum Holocaust
Gegen Ende des 16. und zu Beginn des 17. Jahrhunderts siedelten sich vermutlich die ersten jüdischen Familien in Hergershausen an. Seit 1604 sind Juden dort nachweislich ansässig. Nach den Dieburger Stadtrechnungen wurde der „Jude Lew von Hergershausen“ 1616 aufgrund einer Beleidigung zu einem Bußgeld verurteilt. 1688 legten die Lehensherren von Hergershausen, die Herren zu Groschlag, fest, nur eine begrenzte Zahl von Juden im Ort zu dulden. Dennoch nahm die jüdische Bevölkerung stetig zu, bis sie in den 1830er Jahren mit etwa 122 von 510 Personen ihren höchsten Stand erreichte, was etwas über einem Fünftel der Gesamtbevölkerung entsprach. Die Zahl der Juden ging jedoch bis Ende des 19. Jahrhunderts wieder zurück. So wurden 1871 noch 105 jüdische Einwohner gezählt, während viele Juden Hergershausens begannen, in größere Städte oder nach Amerika auszuwandern. 1905 lebten noch 77 Juden in Hergershausen. Die jüdischen Einwohner des Ortes waren vorwiegend als Pferde- und Viehhändler, Metzger oder Geflügelzüchter tätig. Zu den großen jüdischen Familien Hergershausens gehörten die Familien Binn, Götz, Kahn, Krämer, Lehmann, May, Morgenstern, Reiß (oder Reiss), Siegel, Stern und Strauß. Einige Geflügelzüchter zogen vor dem Ersten Weltkrieg nach Groß-Zimmern. Zwei in Hergershausen geborene Juden, Abraham Kahn und Adolf Strauß, fielen im Ersten Weltkrieg – Kahn am 10. Oktober 1914 und der 20-jährige Strauß am 19. Mai 1916 an der Westfront in Frankreich. In den 1920er und 1930er Jahren emigrierten viele Hergershäuser Juden in Städte wie Frankfurt am Main oder in die USA. 1933 lebten noch 31 Juden im Ort, 1938 waren es nur noch sieben. Im März 1939 verließ mit dem Pferdehändler Daniel Siegel II. und seiner Familie der letzte jüdische Bewohner Hergershausen. Am 20. Januar 1940 galt der Ort als „judenfrei.“ Nach Aufzeichnungen der Gedenkstätte Yad Vashem in Jerusalem fielen insgesamt 29 Juden aus Hergershausen der Shoa zum Opfer. 26 gebürtige Hergershäuser Juden wurden ermordet, das Schicksal der anderen drei ist unbekannt.

## Zusammenleben von Christen und Juden
Juden waren um die Jahrhundertwende gut ins Dorfleben integriert und es soll zwischen Christen und Juden, mit wenigen Ausnahmen, ein gutes Verhältnis bestanden haben. Vor allem vor dem Ersten Weltkrieg beteiligten sie sich aktiv an Vereinen und in der Gemeindepolitik. Einer von ihnen soll im Gemeinderat gesessen haben. Politisch waren die Hergershäuser Juden wohl eher konservativ oder liberal eingestellt.
Die Hergershäuser Jüdin Hannah „Herta“ Ben Shlomo, geb. Stern (* 1914), die 1933 nach Palästina auswanderte, erinnert sich wie folgt:
„Das Gemeindeleben in Hergershausen war harmonisch, ebenso das Verhältnis zu den Christen am Ort. Wir waren fromm, aber nicht orthodox, waren bewußte Juden und lebten unter uns. Zum Neuen Jahr wünschten auch die Christen alles Gute, zu Pessach liebten sie es, Mazze zu kaufen, zu Hochzeiten und Beerdigungen gratulierte oder kondolierte man sich gegenseitig.“

## Die Synagoge

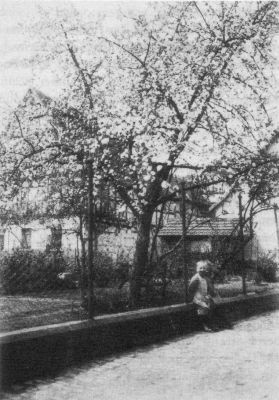
Einziges Bild mit der Hergershäuser Synagoge im Hintergrund (ca. 1925)

Schon vor dem Bau der Hergershäuser Synagoge muss es in Hergershausen zumindest ein Betshaus gegeben haben, da schon 1767 eine „Judenschule“ in Hergershausen erwähnt wird. Im Jahre 1869 wurde durch die jüdische Gemeinde in Hergershausen eine neue Synagoge, ein einstöckiger Fachwerkbau mit einem Krüppelwalmdach, errichtet. Als Beleg hierfür ist der „Starkenburger Provinzial-Anzeiger – Dieburger Kreisblatt“ zu nennen in dessen Ausgabe vom 18. September 1869, ferner nochmals durch Anzeigen am 22. und 25. September, für den Montag, den 27. September 1869, beim „Gastwirt Hägny“ zur „Nachfeier der Einweihung der israelitischen Synagoge zu Hergershausen“ eingeladen wird. Die Synagoge befand sich in der „Bachgasse“, der heutigen Tränkgasse 2 gelegen am Rathausplatz, dem heutigen Dalles und bot Platz für 38 Männer und 20 Frauen. Ebenfalls befand sich in der Hergershäuser Synagoge ein rituelles Bad.
Hannah „Herta“ Ben Shlomo, geb. Stern, berichtete über die Hergershäuser Synagoge:
„Vom Hof aus ging man in zwei separate Räume, einen größeren für die Männer mit dem Altar und dem Thoraschrein, einen kleinen für die Frauen. Die Gemeindemitglieder kauften und bezahlten jedes Jahr ihre Plätze. Der Vorbeter war auch unser Religionslehrer, der uns Mittwoch und Sonntag Nachmittag unterrichtete. Er bereitete auch die Knaben für die Bar Mizwa vor. Bei der Synagoge befand sich auch ein Ritualbad für die Frauen.“
Ihre Schweste Irene Cohen, geb. Stern, beschrieb die Synagoge als „ein würdiges bescheidenes Gotteshaus“. Verstorbene Juden wurden nicht auf dem Hergershäuser Friedhof, sondern zunächst auf dem jüdischen Friedhof in Dieburg beigesetzt. In den Dieburger Stadtrechnungen finden sich hierzu Einträge bis ins Jahr 1685. In den Jahren danach begruben die Hergershäuser Juden ihre Toten auf dem neu geschaffenen, näher gelegenen jüdischen Friedhof in Sickenhofen. In der Gemeinde war ein Religionslehrer angestellt, der sich sowohl um religiöse Aufgaben als auch um die Verwaltung kümmerte. Im Zeitraum von 1823 bis 1873 sind insgesamt acht jüdische Religionslehrer namentlich bekannt. Die Gemeinde war Teil des orthodoxen Bezirksrabbinats Darmstadt. Bis zum Jahre 1938 fanden in der Synagoge regelmäßig Gottesdienste statt. Der letzte Kantor und Schächter der Gemeinde Ascher (Anschel) Schmulowitz (* 24. Mai 1893 in Minsk/Polen), wirkte seit dem 29. April in Hergershausen. Er meldete sich mit seiner Familie am 27. Juli 1933 in Arnheim/Niederlande ab. Später wurde er von dort aus mit seiner Familie nach Auschwitz deportiert und ermordet.

## Novemberpogrom 1938

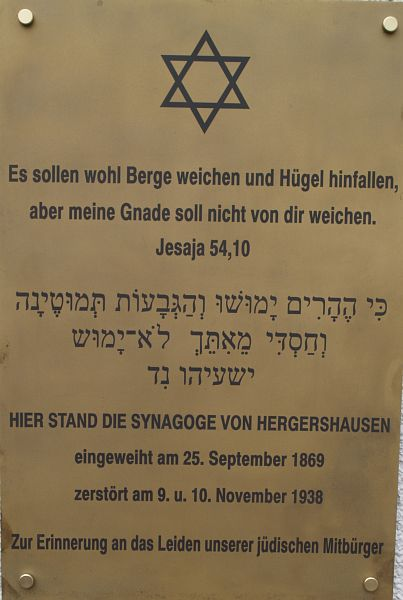
Gedenktafel an der Stelle der früheren Hergershäuser Synagoge

Bei den Novemberpogromen 1938 wurde die Synagoge zerstört und später von der Hergershäuser Feuerwehr abgetragen. Der zu dem Zeitpunkt sechs Jahre alte Heinrich Klein, der später Landrat im Kreis Dieburg und SPD-Bundestagsabgeordneter wurde, erinnerte sich als Zeitzeuge folgendermaßen an die Ereignisse:
„Das Mobiliar, hauptsächlich Sitzbänke, war zerstört und lag übereinander. Die Scheiben waren eingeschlagen, Gebetsbücher oder andere Schriften lagen herum. Das Gebäude hatte keine Fenster und Türen mehr. Bücher und Schriften und was sonst für den Gottesdienst benötigt wurde, schaffte man am 9. November und 10. November auf die nahegelegene Bachwiese, schichtete alles zu einem großen Haufen und versuchte, es abends anzuzünden. Die Pergamentrollen müssen aber nicht so recht gebrannt haben. Als wir nach der Kinderschule wieder zur Synagoge und auf die Bachwiese liefen, lag dort noch viel Papier herum. Mir ist nicht bekannt, ob unmittelbar nach den November-Ereignissen oder erst geraume Zeit später das Synagogengebäude abgebrochen wurde. Steine und Mörtel wurden auf die örtliche Müllgrube am Sandberg, unweit des Friedhofes, gebracht. Das Bauholz wurde gesondert aufgeschichtet.[…] “
Augenzeugenberichten zufolge waren vor allem SA- und SS-Angehörige von außerhalb aus der Provinz Starkenburg an der Zerstörung beteiligt. Am 30. September 1939 meldete Bürgermeister Klein auf eine entsprechende Anfrage an den Landrat in Dieburg: „Die hier niedergelegte Synagoge ist ordnungsgemäß geräumt. Die Räumungskosten wurden von den ehemals hier ansässigen Juden bezahlt. Das Grundstück erwirbt die Gemeinde.“ Der gemeindliche Erwerb kam jedoch nicht zustande. Am 7. Juni 1942 erkundigte sich Ludwig Katz, gebürtiger Hergershäuser Jude und zu dieser Zeit bereits in Dieburg als Kaufmann tätig, im Auftrag der Reichsvereinigung der Juden in Deutschland beim Bürgermeister von Hergershausen: „Im Auftrag der Reichsvereinigung der Juden in Deutschland frage ich bei Ihnen an, ob Sie weiterhin Interesse am Erwerb des Synagogengrundstücks haben; falls ja, bitte ich um ein Preisangebot.“ Ludwig Katz wurde knapp über ein Jahr später, am 14. September 1943, in Auschwitz ermordet.
Zwischen 1947 und 1949 wurde das Grundstück von einer jüdischen Vereinigung in Frankfurt an einen Privatmann verkauft und später teilweise bebaut. Im Rahmen der Dorferneuerung zum Anlass des 50. Jahrestags des Novemberpogroms beauftragte der „Arbeitskreis Dorferneuerung Hergershausen“ eine Gedenktafel. Diese wurde am 29. Oktober 2006 von dem Rabbiner Mendel Gurewitz und dem Hergershäuser Ortsvorsteher Horst Grimm an dem Haus enthüllt, das teilweise auf dem Grundstück der ehemaligen Synagoge errichtet wurde. Die Tafel enthält einen Text in deutscher und hebräischer Sprache.